# Конфликт улога
Конфликт улога је сукоб између две или више различитих улога које појединац мора истовремено да обавља. Притом су ставови и обрасци понашања који проистичу из тих улога, тешко спојиви или чак инкомпатибилни. Под конфликтом улога обично се подразумева и сукоб између обавеза и захтева које појединцу намеће његова друштвена улога и његових стварних могућности и склоности.